# Lino Banfi
Lino Banfi, pseudônimo de Pasquale Zagaria (Andria, Itália, 9 de julho de 1936) é um ator, cantor e roteirista italiano. 

## Filmografia parcial
- Urlatori alla sbarra, de Lucio Fulci (1960)
- Sedotti e bidonati, de Giorgio Bianchi (1964)
- I due evasi di Sing Sing, de Lucio Fulci (1964)
- Due mafiosi contro Goldginger, de Giorgio Simonelli (1965) - sem créditos
- Come inguaiammo l'esercito, de Lucio Fulci (1965)
- 00-2 Operazione Luna, de Lucio Fulci (1965)- como Pasquale Zagaria
- I due parà, dei Lucio Fulci (1966) - como Pasquale Zagaria
- Due marines e un generale, dei Luigi Scattini (1966)
- A suon di lupara, de Luigi Petrini (1968)
- I due pompieri, de Bruno Corbucci (1968)
- I nipoti di Zorro, de Marcello Ciorciolini (1968)
- I due deputati, de Giovanni Grimaldi (1968)
- La pecora nera, de Luciano Salce (1968)
- Zum Zum Zum - La canzone che mi passa per la testa, de Bruno Corbucci (1968)
- Don Chisciotte e Sancio Panza, de Giovanni Grimaldi (1968)
- Zum Zum Zum n 2, de Bruno Corbucci (1969)
- Indovina chi viene a merenda?, de Marcello Ciorciolini (1969)
- Lisa dagli occhi blu, de Bruno Corbucci (1969)
- Gli infermieri della mutua, de Giuseppe Orlandini (1969)
- Oh dolci baci e languide carezze, de Mino Guerrini (1969)
- Franco e Ciccio sul sentiero di guerra, de Aldo Grimaldi (1969)
- Certo, certissimo... anzi probabile, de Marcello Fondato (1969)
- Il prof. dott. Guido Tersilli primario della clinica Villa Celeste convenzionata con le mutue, de Luciano Salce (1969) - sem créditos
- Quelli belli... siamo noi, de Giorgio Mariuzzo (1969)
- Don Franco e Don Ciccio nell'anno della contestazione, de Marino Girolami (1970)
- Nel giorno del Signore, de Bruno Corbucci (1970)
- Mezzanotte d'amore, de Ettore Maria Fizzarotti (1970)
- Io non scappo... fuggo, de Franco Prosperi (1970)
- Amore Formula 2, de Mario Amendola (1970)
- Ninì Tirabusciò la donna che inventò la mossa, de Marcello Fondato (1970)
- Mazzabubù... Quante corna stanno quaggiù?, de Mariano Laurenti (1971)
- Detenuto in attesa di giudizio, de Nanni Loy (1971)
- Il clan dei due Borsalini, de Giuseppe Orlandini (1971)
- Scusi, ma lei le paga le tasse?, de Mino Guerrini (1971)
- Io non spezzo... rompo, de Bruno Corbucci (1971)
- Il furto è l'anima del commercio...?!, de Bruno Corbucci (1971)
- Venga a fare il soldato da noi, de Ettore Maria Fizzarotti (1971)
- Riuscirà l'avvocato Franco Benenato a sconfiggere il suo acerrimo nemico il pretore Ciccio De Ingras?, de Mino Guerrini (1971)
- Il terrore con gli occhi storti, de Steno (1972)
- Continuavano a chiamarli i due piloti più matti del mondo, de Mariano Laurenti (1972)
- Boccaccio, de Bruno Corbucci (1972)
- Il prode Anselmo e il suo scudiero, de Bruno Corbucci (1972)
- Il brigadiere Pasquale Zagaria ama la mamma e la polizia, de Luca Davan (1973)
- Peccato veniale, de Salvatore Samperi (1973)
- L'altra faccia del padrino, de Franco Prosperi (1973)
- 4 marmittoni alle grandi manovre, de Franco Martinelli (1974)
- Il trafficone, de Bruno Corbucci (1974)
- Sesso in testa, de Sergio Ammirata (1974)
- L'esorciccio, de Ciccio Ingrassia (1975)
- Colpo in canna, de Fernando Di Leo (1975)
- Stangata in famiglia, de Franco Nucci (1976)
- L'affittacamere, de Mariano Laurenti (1976)
- Basta che non si sappia in giro, de Luigi Magni (1976) - episódio "Il superiore"
- La compagna di banco, de Mariano Laurenti (1977)
- Orazi e Curiazi 3 - 2, de Sergio Ammirata (1977)
- Kakkientruppen, de Marino Girolami (1977)
- L'insegnante balla... con tutta la classe, de Giuliano Carnimeo (1978)
- L'insegnante va in collegio, de Mariano Laurenti (1978)
- La liceale nella classe dei ripetenti, de Mariano Laurenti (1978)
- La soldatessa alle grandi manovre, de Nando Cicero (1978)
- L'insegnante al mare con tutta la classe, de Michele Massimo Tarantini (1979)
- L'infermiera di notte, de Mariano Laurenti (1979)
- Sabato, domenica e venerdì, de Sergio Martino (1979) - episódio "Sabato"
- La liceale, il diavolo e l'acquasanta, de Nando Cicero (1979)
- Tutti a squola, de Pier Francesco Pingitore (1979)
- La liceale seduce i professori, dei Mariano Laurenti (1979)
- La poliziotta della squadra del buon costume, de Michele Massimo Tarantini (1979)
- L'insegnante viene a casa, de Michele Massimo Tarantini (1979)
- L'infermiera nella corsia dei militari, de Mariano Laurenti (1979)
- La ripetente fa l'occhietto al preside, de Mariano Laurenti (1980)
- La moglie in vacanza... l'amante in città, de Sergio Martino (1980)
- La moglie in bianco... l'amante al pepe, de Michele Massimo Tarantini (1980)
- Zucchero, miele e peperoncino, de Sergio Martino (1980)
- La dottoressa ci sta col colonnello, de Michele Massimo Tarantini (1980)
- Spaghetti a mezzanotte, de Sergio Martino (1981)
- L'onorevole con l'amante sotto il letto, de Mariano Laurenti (1981)
- Cornetti alla crema, de Sergio Martino (1981)
- Fracchia la belva umana, de Neri Parenti (1981)
- Vieni avanti cretino, de Luciano Salce (1982)
- Dio li fa e poi li accoppia, de Steno (1982)
- Pappa e ciccia, de Neri Parenti (1982)
- Vai avanti tu che mi vien da ridere, de Giorgio Capitani (1982)
- Ricchi, ricchissimi, praticamente in mutande, de Sergio Martino (1982)
- Al bar dello sport, de Francesco Massaro (1983)
- Occhio, malocchio, prezzemolo e finocchio, de Sergio Martino (1983)
- L'allenatore nel pallone, de Sergio Martino (1984)
- I pompieri, de Neri Parenti (1985)
- Grandi magazzini, de Castellano & Pipolo (1986)
- Scuola di ladri, de Neri Parenti (1986)
- Il commissario Lo Gatto, de Dino Risi (1986)
- Roba da ricchi, de Sergio Corbucci (1987)
- Missione eroica - I pompieri 2, de Giorgio Capitani (1987)
- Bellifreschi, de Enrico Oldoini (1987)
- Com'è dura l'avventura, de Flavio Mogherini (1988)
- Come inguaiammo il cinema italiano - La vera storia di Franco e Ciccio, de Daniele Ciprì e Franco Maresco (2004) - documentário
- L'allenatore nel pallone 2, de Sergio Martino (2008)
- Un'estate al mare, de Carlo Vanzina (2008)
- L'uomo dalla bocca storta, de Emanuele Salce e Andrea Pergolari (2009) - documentario
- Focaccia blues, de Nico Cirasola (2009)
- Maria, ihm schmeckt's nicht!, de Neele Vollmar (2009)
- Buona giornata, de Carlo Vanzina (2012)